# Kroszyn (przystanek kolejowy)
Kroszyn (biał. Крошын, ros. Крошин) – przystanek kolejowy w miejscowości Kroszyn, w rejonie baranowickim, w obwodzie brzeskim, na Białorusi. Leży na linii Moskwa - Mińsk - Brześć.
Przystanek istniał przed II wojną światową. Zlokalizowany był jednak w innym miejscu (kilkaset metrów dalej w kierunku Mińska).